# Carmençó
El carmençó és un geni de la mitologia catalana, que ronda pels prats de muntanya, negre com el sutge i llanut de cap a peus. S'instal·la a les cabanes dels pastors quan aquests no les fan servir, principalment a l'hivern, evitant que s'esfondrin. És un ésser temut i respectat alhora pels vells pastors empordanesos, perquè veure'l comporta molts anys de desgràcia. És per aquest motiu que, quan pugen de terra baixa, llencen set pedrades amb la fona per foragitar-lo de la cabana.